# Карпенко Анатолій Якович
Анато́лій Я́кович Карпе́нко (нар. 15 грудня 1955, с. Віленька, Житомирська обл., УРСР) — український підприємець, директор ЗАТ «Полюс» та Благодійного фонду «Дзвін надії». Депутат Київської міської ради, голова Деснянської спілки власників житла. Заслужений працівник сфери послуг України.

## Біографія
Народився 15 грудня 1955, с. Віленька Брусилівського району житомирської області, УРСР в родині вчителів. Проходив строкову службу у прикордонних військах.
Навчався в Київському технікумі громадського харчування, де здобув фах техніка-механіка. У 1983 році закінчив Київський торгово-економічний інститут (КТЕІ) за спеціальністю «Технологія і організація громадського харчування», за фахом — інженер-технолог.
Працював директором тресту їдалень Дніпровського та Ватутінського району м. Києва. У 1985 році був одним з ініціаторів будівництва комбінату харчування будівельників. 4000 будівельників міста отримали гаряче харчування. У 1986 році організовував харчування на санітарних пунктах та пунктах дезактивації під час Чорнобильської катастрофи. У 1987 році Трест громадського харчування став орендним. У 1995 році колективом тресту Анатолія Карпенка обрано головою правління. Обирався депутатом Дніпровської та Ватутінської районної ради, обраний депутатом Київської міської ради XXIII та XXIV скликань.
Одружений, має дві доньки.

## Нагороди та відзнаки
- Орден «За заслуги» I ст. (25 червня 2016) — за значний особистий внесок у державне будівництво, соціально-економічний, науково-технічний, культурно-освітній розвиток України, вагомі трудові здобутки та високий професіоналізм[1]
- Відзначений почесним званням «Заслужений працівник сфери послуг України». Нагороджений орденом «За заслуги» III ступеня, орденом «Знак Пошани».